# Гонорий Августодунский
Гонорий Августодунский, или Оноре́ из Отёна (лат. Honorius Augustodunensis, нем. Honorius von Autun, фр. Honoré d'Autun; около 1080 — 1154 или 1156) — средневековый немецкий схоласт и учёный-энциклопедист, богослов, хронист и географ, монах-бенедиктинец, автор всемирной энциклопедии «Об образе мира».

## Биография
Происхождение точно не установлено, по мнению И. Лефевра и Ричарда Саузерна, мог иметь ирландские корни, по мнению других исследователей, шотландские. Намного более частое упоминание в его трудах германских королей, в первую очередь императора Генриха V (1106—1125), немецких городов, немецких церковных обычаев, типично немецких имён, а также встречающиеся в них местами разъяснения немецких слов, при довольно неважном знании не только французской, но и ирландской географии, однозначно говорит в пользу германских земель.
Его прозвище, свидетельствующее о связи с Отёном в Бургундии, в римское время носившего название Августодунума (лат. Augustodunum), говорит скорее не о его происхождении, а об обучении в этой обители, в которой он, по его собственным словам, также преподавал. Кроме того, его младший современник Оттон Фрейзингенский, к примеру, называл «Августодунумом» захиревшее в его времена римское поселение Аугст (лат. Augusta Rauracorum) близ Базеля в Швейцарии, также он мог быть уроженцем Аугсбурга (лат. Augusta Vindelicorum) в Швабии. Ещё одна версия связывает прозвище Гонория со старинной часовней в Регенсбурге, известной как с «Augustodunensis ecclesia».
По всей видимости, в молодости Гонорий много странствовал и около 1100 года осел в Англии в Кентербери, где учился у Св. Ансельма, а затем перебрался в южную Германию, в Регенсбург, в ирландскую бенедиктинскую общину монастыря Св. Иакова. Не исключено, что его переезд связан был с заключённым в 1114 году браком между императором Генрихом V и Матильдой Английской, переехавшей к будущему супругу тремя годами ранее. Также вполне вероятно, что в конце своей жизни он был монахом-затворником. В Регенсбурге он оставался вплоть до своей смерти, наступившей, возможно, не в обители Св. Иакова, а в соседнем аббатстве Прюфенинг, не ранее 1152 года, которым, по мнению его издателя Франца Фридриха Вильманса, датируется его последняя правка одной из редакций трактата «Об образе мира».

## Сочинения
Известны названия не менее 38 трудов Гонория, не все из которых сохранились. Наибольшее значение из них имеют следующие:
I. Философские:

1. «Ключ к познанию мира, или природа вещей» (лат. Clavis Physicæ, de Naturis Rerum) — комментированный сборник выдержек из трудов предшественников, в первую очередь «De libero arbitrio» Иоанна Скота Эуригены.

2. «Философия мира» (лат. De Philosophiâ mundi), в котором с позиции тогдашней схоластики рассматриваются важнейшие вопросы мироздания, а также ведущие теологические проблемы.

3. Комментарий к «Тимею» Платона, сохранившийся лишь во фрагментах.

II. Богословские:

1. «Светильник», или «Разъяснения» (лат. Elucidarium) — краткое изложение всего христианского богословия в форме диалога, состоящего из вопросов и ответов по основным проблемам богословия, христианской антропологии и эсхатологии.
Написанное не позже 1101 года в Англии, оно проникнуто идеей греховности человечества и подразделяет подведомственную проповедникам паству (лат. subditi) на четыре категории: клириков, воинов, буржуа и крестьян. В первой книге трактата, озаглавленной «De divinis rebus», излагается священная история: повествуется о боге и акте творения, об ангелах и демонах, о создании первого человека, о его грехопадении и наказании, о воплощении, земной жизни Христа и его искупительной жертве, о мистическом теле Христовом и евхаристии. Завершается всё рассуждениями о нерадивых священниках. Вторая книга «De rebus ecclesiasticis» посвящается жизни человека от рождения до смерти и содержит анализ понятий зла и греха, провидения и предопределения, крещения и брака, после чего автор переходит к экскурсу о различных «разрядах» людей, в зависимости от их отношения к спасению души. Далее следуют разбор отношений между богом и людьми и рассуждения об ангелах-хранителях и демонах, о смерти и погребении. Книга третья «De futura vita» трактует учение о рае, чистилище и аде, о посмертной судьбе душ избранников бога и отвергнутых им, о конце света, и завершается картиной вечного блаженства избранных. В XIII веке «Светильник» был переведён на французский язык доминиканцем Джеффри Уотерфордским, и не позже XV века на немецкий язык.

2. «Неизбежность» (лат. Inevitabile) — написанный после 1108 года также в Англии диалог о божественном предопределении и свободе воли, в основу которого положен трактат Ансельма Кентерберийского «De concordia praescientiae et praedestinationis». В рукописях часто приводится в качестве приложения к «Светильнику».
3. «Печать Блаженной Марии» (лат. Sigillum Beatæ Mariæ) — на мотив ветхозаветной «Песни Песней», где тело общества образно сравнивается уже не с телом Христа, а с телом украшенной драгоценностями возлюбленной царя Соломона Суламифи, где крестьяне выступают в качестве бёдер, женатые люди в качестве живота и т. д.

4. «О драгоценностях души» (лат. Gemma Animæ) — трактат, в котором на примере классических архитектурных форм рассматривается взаимодополняемость высшей церковной и светской власти, и представители первой сравниваются с колоннами, представители второй — с арками, в то время как учёные мужи выступают в роли световых окон, служилое рыцарское сословие — защитной кровли, а трудовой народ (лат. laboratores) — попираемого ногами плиточного пола.

5. «Евхаристия» (лат. Eucharistion) — произведение о теле и крови Христовых.

6. «Зерцало церкви» (лат. Speculum Ecclesiæ) — написанное не позже 1105 года руководство проповедников, содержащее образцы проповедей для всех праздников в году и попытку классификации их в зависимости от конкретной аудитории: сеньоров, рыцарей, богачей и бедняков.

7. «Уничижение» (лат. De offendiculo) — посвящено вопросам церковной реформы.
8. «Об отступниках» (лат. De apostatis) — содержит критику духовенства.
9. «Высочайшая слава пап и императоров» (лат. Summa gloria de apostolico et augusto) — посвящено спорам об инвеституре.

10. «О невоздержанности клириков, или камне преткновения» (лат. De incontinentiâ clericorum seu offendiculum).

11. «Светоч церкви» (лат. De luminaribus Ecclesiæ) — краткий обзор церковной литературы, содержащий перечень трудов и самого автора.

III. Общеобразовательные и энциклопедические:

1. «Об образе мира, или мироустройстве» (лат. Imago Mundi, de Dispositione Orbis) — всемирная энциклопедия, в которой суммируются имевшиеся к тому времени исторические, космографические, этнографические, астрономические, метеорологические, философские и богословские сведения.
Имеет две редакции, первая из которых составлена около 1123 года, а вторая — не позже 1133 года. Исторические сведения содержит её третья книга, основными источниками для которой послужили труды Евсевий Кесарийского, Гая Юлия Солина, Амвросия Медиоланского, Иеронима Стридонского, Аврелия Августина, Павла Орозия, Григория Великого, Исидора Севильского и Беды Достопочтенного. В соответствии с августиновской периодизацией истории, Гонорий подразделяет её на шесть эпох: от Адама до потопа, от Ноя до Авраама, от Авраама до Давида, от Давида до вавилонского плена, от вавилонского пленения до Ирода Великого, и от Рождества Христова до современных хронисту времён. В то же время, следуя концепции Евсевия, он ещё и выделяет в рамках последней эпохи десять «периодов гонений»: от Нерона до Веспасиана, от Тита до Нервы, от Траяна до Адриана, от Антонина Пия до Гельвия Пертинакса, от Дидия Юлиана до Александра Севера, от Максимина Фракийца до Филиппа Араба, от Деция до Эмилиана, от Валериана I до Галлиена, от Клавдия Готского до Марка Аврелия Кара, и от императора Диоклетиана до германского короля Конрада III (1138—1152).
Сохранившаяся во во многих рукописях, энциклопедия Гонория пользовалась широкой популярностью у потомков. Уже в 1245 году Готье из Меца выполнен был рифмованными октосиллабическими стихами её перевод на старофранцузский язык, в 1480 году переведённый на среднеанглийский и напечатанный в Лондоне Уильямом Кэкстоном.

2. «Собрание всех историй» (лат. Summa totius Historiæ) — краткий обзор важнейших событий мировой истории начиная с сотворения мира.

3. «Вереница римских понтификов» (лат. Series Romanorum Pontificum) — содержит краткие биографии пап с указанием основных событий времён их понтификата.

## Издания
- Ex Summa Honorii, edidit F. R. Wilmans // Monumenta Germaniae Historica (Scriptores). — Tomus X. — Hannover, 1852. — pp. 125—131.
- Ex Honorii imagine mundi, edidit F. R. Wilmans // Monumenta Germaniae Historica (Scriptores). — Tomus X. — Hannover, 1852. — pp. 132—134.

## Переводы на русский язык
- Гонорий Августодунский. Совокупность историй. Изображение мира / Пер. М. Б. Свердлова // Латиноязычные источники по истории Древней Руси. Германия. — Вып. I. Середина IX — первая половина XII в. — М.; Л.: ЛОИИ СССР, 1989. — С. 195—196.